# 470
470 (CDLXX) fue un año común comenzado en jueves del calendario juliano, en vigor en aquella fecha.
En el Imperio romano, el año fue nombrado el del consulado de Severo y Jordán, o menos comúnmente, como el 1223 Ab urbe condita, adquiriendo su denominación como 470 a principios de la Edad Media, al establecerse el anno Domini.

## Acontecimientos
- Eurico impide un intento de invasión de britanos al mando de Riotamo.
- Los hunos iranios invaden la India y destruyen el reino de los Gupta, que sufría un proceso de decadencia.[1]

## Nacimientos
- Dionisio el Exiguo (c. 470 – c. 544), monje erudito y matemático del siglo VI, y el creador del concepto de la era cristiana o Anno Domini.
- Juan I, († Rávena, 18 de mayo de 526), papa n.º 53 de la Iglesia católica, de 523 a 526.